# Rechtswörterbuch

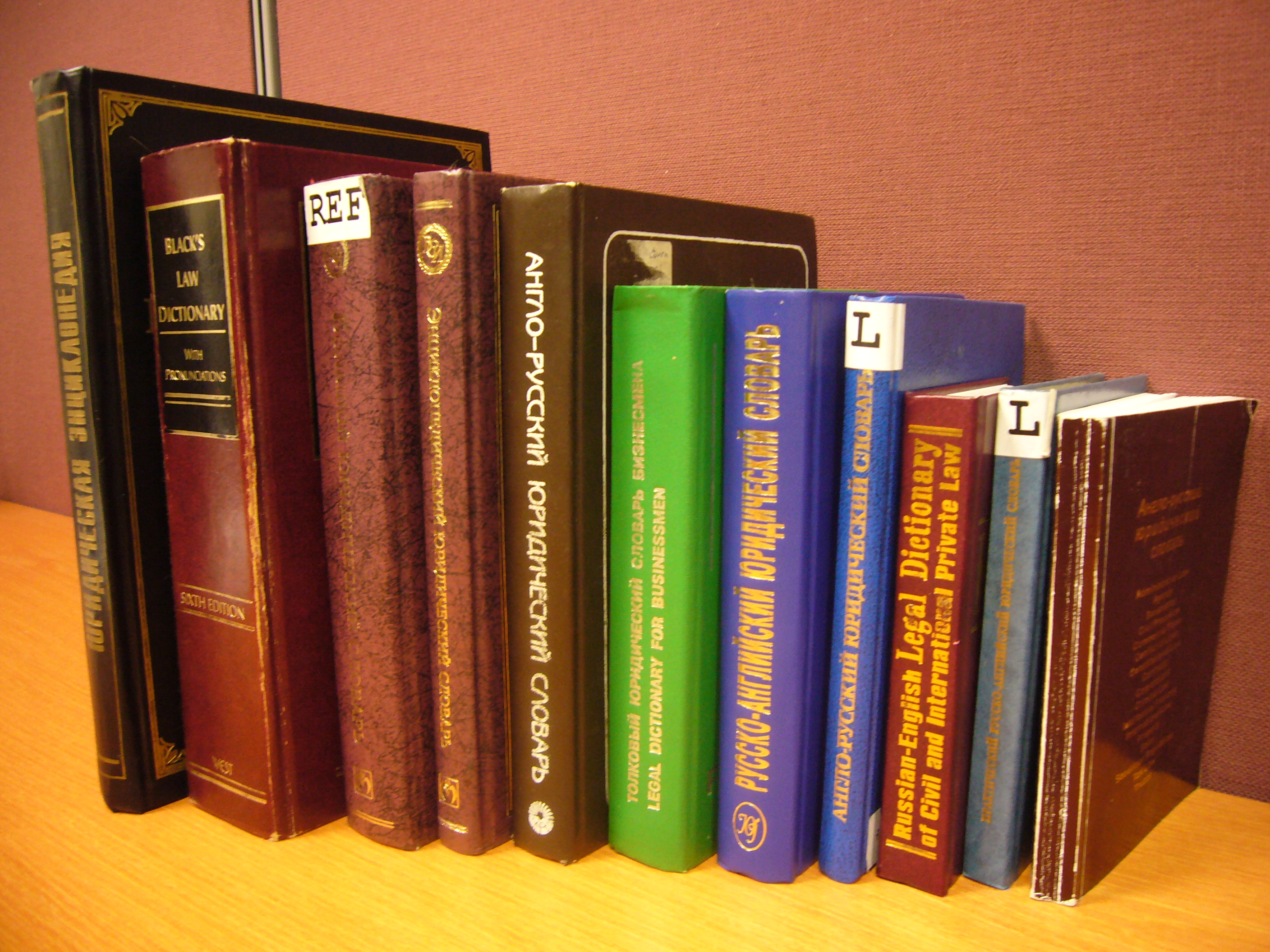
Rechtswörterbücher in verschiedenen Sprachen

Rechtswörterbuch werden Wörterbücher genannt, die in einer Sprache juristische Begriffe erklären oder von einer Sprache in eine andere übersetzen.

## Einsprachig, deutsch
Bekannte deutsche einsprachige Wörterbücher sind:
- Annegerd Alpmann-Pieper u. ä. (Hrsgg.): Alpmann Brockhaus Studienlexikon Recht, 3. Aufl.: 2010; 1444 Seiten; ISBN 978-3-406-57917-2 (Die Artikel sind teilweise textidentisch mit Der Brockhaus Recht [s. unten], aber um Literaturangaben ergänzt; die Aufmachung beider Bände ist unterschiedlich).
- Hermann Avenarius: Kleines Rechtswörterbuch. 800 Definitions- und Erläuterungsartikel mit zahlreichen Verweisstichwörtern, 6. Aufl. Bundeszentrale für politische Bildung, Bonn 1991 (Lizenzausgabe zu Herder: Freiburg i. Br., 1990 oder 1991 [?]; vgl. ISBN 3-451-08733-2; 604 Seiten); 630 Seiten. Das Wörterbuch bringt kurze, eher populär gehaltene Erläuterungen.
- Der Brockhaus Recht. Das Recht verstehen, seine Rechte kennen, 2. Aufl. Brockhaus, Leipzig/Mannheim 2005, 864 Seiten; ISBN 3-7653-0559-6.
- Deutsches Rechtswörterbuch – Wörterbuch der älteren deutschen Rechtssprache (kurz: DRW), hrsg. von der Heidelberger Akademie der Wissenschaften, Verlag Hermann Böhlaus Nachfolger, Weimar; derzeit über 100.000 Artikel, 14 Bände mit über 10.000 Seiten; ISBN 978-3-7400-0005-9. Großwörterbuch, das ausschließlich historische Rechtswörter abhandelt.
- Gerhard Köbler: Juristisches Wörterbuch. Für Studium und Ausbildung, 8., neubearb. Aufl. Vahlen, München 1997. 504 Seiten; ISBN 978-3-8006-3415-6.
- Peter Metzger: Schweizerisches juristisches Wörterbuch. Einschliesslich Versicherungsrecht mit Synonymen und Antonymen. Helbing Lichtenhahn, Basel 2005. 718 Seiten.
- Rudolf Muhr / Marlene Peinhopf: Wörterbuch rechtsterminologischer Unterschiede Österreich–Deutschland. Peter Lang, Frankfurt am Main 2015. 748 Seiten.
- Adolf Reifferscheid (Hrsg.): Ergänzbares Lexikon des Rechts (Luchterhand: Berlin/Neuwied, 1954 ff.; Neuausgabe: Neuwied u. a. 1981 ff., ISBN 3-472-10700-6), Loseblattsammlung in 9 Aktenordnern, die in langen mit Literaturangaben versehenen Artikeln Stichwörter aus 18 Themengebieten behandeln. Jedes Themengebiet hat einen eigenen Herausgeber.
- Ute Svinger / Katharina Winkler: Österreichisches Rechtswörterbuch. Mehr als 1600 Fachbegriffe der österreichischen Rechtssprache verständlich erläutert, 3., völlig neu bearb. Aufl. Manz, Wien 2014.
- Horst Tilch / Frank Arloth (Hrsgg.): Deutsches Rechts-Lexikon, 3. Aufl. 3 Bde. C.H. Beck, München 2001; 5026 Seiten (Bd. 1: ISBN 3-406-48052-7; Bd. 2: ISBN 3-406-48053-5; Bd. 3: ISBN 3-406-48054-3) + Ergänzungsband: 2003; 499 Seiten (ISBN 3-406-49803-5).
- Klaus Weber (Hrsg.): Weber. Rechtswörterbuch, 24., neu bearbeitete Aufl. Begründet von Carl Creifelds. C.H. Beck, München 2024, 1800 Seiten; ISBN 978-3-406-77572-7. Das Seitenformat dieses Wörterbuches ist deutlich kleiner als das der beiden Brockhaus-Wörterbücher.

## Zweisprachig: Deutsch – Englisch
- Clara-Erika Dietl / Egon Lorenz: Wörterbuch für Recht, Wirtschaft und Politik mit erläuternden rechtsvergleichenden Kommentaren, Beck, München, Teil I Englisch-Deutsch: 6., völlig neu bearb. und erw. Aufl.: 2000; 942 Seiten; ISBN 978-3-406-44112-7 (7., völlig neu bearb. und erw. Aufl. angekündigt für März 2007; ISBN 978-3-406-57395-8); Teil II Deutsch – Englisch: 5. Aufl.: 2005; 899 Seiten; ISBN 978-3-406-48067-6.
- Gerhard Köbler: Rechtsenglisch. Deutsch-englisches und englisch-deutsches Rechtswörterbuch für jedermann, 8., überarb. Aufl. Vahlen, München 2011.
- Karin Linhart: Wörterbuch Recht. Englisch - Deutsch, Deutsch - Englisch, 2. Aufl. C.H. Beck, München 2017.
- Dora von Beseler: Law Dictionary. Deutsch-Englisch/German-English, 4. neubearb. u. erw. Aufl. 2 Bde. De Gruyter, 1986.

## Zweisprachig: Deutsch – Französisch
- Michel Doucet / Klaus E. W. Fleck / Sonja Puyatier: Fachwörterbuch Recht und Wirtschaft. Französisch – Deutsch, Deutsch – Französisch, 8. Aufl. 2 Bde. C.H. Beck, München; Helbing & Lichtenhahn, Basel 2023.
- Raymond Dumey / Wolfgang Plasa: Dictionnaire juridique. Français-allemand, 2., neu bearb. und erw. Aufl. Begründet v. Thomas A. Quemner u. Hugo Neumann. Éditions de Navarre, Paris 1982.
- Klaus E. W. Fleck: Wörterbuch Recht. Französisch-Deutsch, Deutsch-Französisch, 2. Aufl. C.H. Beck, München; Helbing Lichtenhahn, Basel 2013.
- Gerhard Köbler: Rechtsfranzösisch. Deutsch-französisches und französisch-deutsches Rechtswörterbuch fur jedermann, 5., überarbeitete Aufl. Bearb. v. Peter Winkler. Vahlen, München 2013.
- Robert Piccard / Émile Thilo / Ernest Steiner (Hrsgg.): Rechtswörterbuch. Französisch-Deutsch und Deutsch-Französisch. Schulthess, Zürich 1939–1948 (Neudruck 1950).
- Piermarco Zen-Ruffinen / Niklaus Meier / Barbara Etterich: Petit lexique juridique. Allemand-français / Deutsch-Französisch, 10. Aufl. Helbing Lichtenhahn, Basel 2022.

## Zweisprachig: Deutsch – Italienisch
- Giuseppe Conte / Hans Boss: Wörterbuch Recht und Wirtschaft / Dizionario giuridico ed economico, 7. Aufl. 2 Bde. C.H. Beck, München; Helbing Lichtenhahn, Basel; Manz, Wien 2018.
- Karin Linhart / Federica Morosini / Eleonora Finazzi Agrò: Wörterbuch der deutschen und italienischen Rechtssprache, 7. Aufl. 2 Bde. C.H. Beck, München 2018.
- Karin Linhart / Federica Morosini: Fachwörterbuch Recht - Dizionario giuridico. Italienisch-Deutsch/Deutsch-Italienisch, 2. Aufl. Helbing Lichtenhahn, Basel 2020. 690 Seiten.

## Zweisprachig: Deutsch – Polnisch
- Gerhard Köbler / Kasia Sobiecka: Rechtspolnisch. Deutsch-polnisches und polnisch-deutsches Rechtswörterbuch für jedermann. Franz Vahlen, München 2001.
- Marian Kubalica / Olgierd Chybiński: Słownik prawniczy niemiecko-polski / Rechtswörterbuch deutsch-polnisch. BWP Iustitia, Warschau 1995.

## Zweisprachig: Deutsch – Spanisch
- Herbert J. Becher: Wörterbuch der Rechts- und Wirtschaftssprache, 5. Aufl. Beck, München 1999; T. 1: Spanisch – Deutsch; 1420 Seiten; ISBN 3-406-45161-6; T 2: Deutsch – Spanisch; 1282 Seiten; ISBN 3-406-44442-3.
- Catalina Garay: Rechtswörterbuch. Mit Erläuterungen, Darstellungen von Gesetzen, Verordnungen, Verträgen, Abkürzungen, Gerichtsverfassungen, Rechtsbehelfen. Spanisch – Deutsch. Deutsch – Spanisch, 3. Aufl. C.Beck, Luchterhand 2008, 1045 Seiten; ISBN 978-3-472-07183-9 http://ddb.de

## Sonstige
- Ursula M. Becker: Rechtswörterbuch für die gewerbliche Wirtschaft. Deutsch-Englisch-Französisch mit dreisprachigem Index, 2., überarb. u. stark erw. Aufl. Knapp, Frankfurt am Main 1980.
- Jürgen Bunge: Terminologisches Wörterbuch der Zivilprozessvergleichung. Deutsch – Englisch / Schottisch – Französisch – Italienisch. Duncker & Humblot, Berlin 2010.
- Firous Ebrahim-Nesbat: Rechtswörterbuch. Deutsch-Persisch und Persisch-Deutsch, Universitätsverlag Göttingen, 2010. ISBN 3-941875-44-2.
- Hans Langendorf / Matthias K. Scheer: Juridisch woordenboek Nederlands-Duits / Wörterbuch der deutschen und niederländischen Rechtssprache, 2. Aufl. Kluwer Law International, Alphen aan den Rijn 2011.
- Edgard Le Docte: Viertalig juridisch woordenboek / Dictionnaire de termes juridiques en quatre langues / Rechtswörterbuch in vier Sprachen / Legal dictionary in four languages. Intersentia, Antwerpen 2011.
- Ernest Lindbergh: Internationales Rechtswörterbuch. Deutsch, Englisch, Französisch. Luchterhand, Berlin 1993.
- Alfredo Snozzi: Juristisches Lexikon - Lexique juridique - Lessico giuridico. Deutsch - französisch - italienisch. Helbing Lichtenhahn, Basel 2015.
- Erol Ulusoy: Rechtswörterbuch: teilweise mit Erläuterungen: Türkisch-Deutsch, Deutsch-Türkisch. Beta Basım Yayım Dağıtım, Istanbul 1999, ISBN 3-00-002065-9.
- D.C. van Hoof / D. Verbruggen / C.H. Stoll (Hrsgg.): Elsevier's legal dictionary: in English, German, French, Dutch and Spanish. Elsevier, Amsterdam 2001.
- West's law and commercial dictionary in five languages: definitions of the legal and commercial terms and phrases of American, English and civil law jurisdictions. West, St. Paul (Minn.) 1985.